# Netzwerk Teilchenwelt
Das Netzwerk Teilchenwelt (kurz NTW, gelegentlich fälschlicherweise Netzwerk Teilchenphysik) ist ein Projekt der TU Dresden, das Jugendliche und Studierende über aktuelle Forschung in der Teilchenphysik informieren und ihnen den Kontakt zu Wissenschaftler bieten soll. Es wird von Michael Kobel geleitet und steht unter der Schirmherrschaft der Deutschen Physikalischen Gesellschaft. Seit 2017 läuft die Förderung durch das Bundesministerium für Bildung und Forschung unter dem Namen Spitzenforschung, Erkenntnisvermittlung und Nachwuchsgewinnung aus einer Hand.

## Geschichte
Das Projekt wurde 2010 von Michael Kobel ins Leben gerufen, um ein „nationale[s] Netzwerk von Forschungsinstituten, Schulen und Lernorten, Wissenschaftlern, Schülern, Lehrern und Studenten“ zu schaffen. Dabei wurden zunächst vor allem Teilchenphysik-Masterclasses angeboten, die sich an den  International Masterclasses der International Particle Physics Outreach Group (IPPOG) orientierten. Insgesamt beteiligen sich 27 Forschungsinstitute aus  Deutschland sowie die großen Experimente am Large Hadron Collider (ATLAS, CMS, ALICE und LHCb) an diesem Netzwerk. Es wurde mit folgenden Preisen ausgezeichnet:
- 2011: Netzwerk Teilchenwelt – Ausgewählter Ort im Land der Ideen[3]
- 2013: Georg-Kerschensteiner-Preis 2014 der Deutschen Physikalischen Gesellschaft[4]

## Aktivitäten
Das Programm des Netzwerk Teilchenwelts ist stufenweise aufgebaut, um sowohl möglichst viele Jugendliche für Teilchenphysik zu interessieren als auch Spitzenförderung zu ermöglichen. Bundesweit werden Masterclasses durchgeführt, an denen jährlich etwa 5000 Schüler teilnehmen. An diesen Projekttagen erfahren die Jugendlichen mehr über die theoretischen und experimentellen Grundlagen der Forschung. Ursprünglich haben sich die Masterclasses nur mit den großen Experimenten am CERN beschäftigt. Inzwischen gibt es jedoch weitere Angebote, unter anderem zu Experimenten aus der Astroteilchenphysik wie dem Pierre-Auger-Observatorium oder der Lebenszeitmessung kosmischer Myonen. Die Besonderheit bei diesen Veranstaltungen ist, dass die Schüler aufbereitete, originale Daten von den jeweiligen Experimenten auswerten können. In International Masterclasses schließt sich daran der Austausch mit Schülergruppen aus der ganzen Welt und Forschern am CERN an.
Zur Vertiefung können die Jugendlichen eigene Masterclasses an ihren Schulen organisieren, selbst Vorträge zur Teilchenphysik halten oder Projektarbeiten anfertigen. Dies stellt gleichzeitig die Qualifizierung zur Teilnahme an einer mehrtägigen Exkursion zum CERN dar. Dort besichtigen sie Experimente und hören Vorträge von Wissenschaftlern. Nach ihrem ersten Besuch können interessierte Schüler zu Projektwochen ans CERN zurückkehren und gemeinsam mit Wissenschaftlern an eigenen Experimenten forschen.
Die studentischen Alumni können an Vermittlerworkshops teilnehmen und selbst Masterclasses betreuen. Auf einem jährlichen Alumnitreffen werden ein oder mehrere Alumnikoordinatoren gewählt, die die bundesweite Kommunikation übernehmen. Mit dem seit 2016 bestehenden Fellowsprogramm sollen erfolgreiche Teilnehmer stärker im Studium unterstützt und an die Arbeit in den Forschungsgruppen herangeführt werden. Außerdem bietet das NTW Handreichungen und Unterrichtsmaterial zur Teilchenphysik an, veranstaltet Lehrerfortbildungen, betreut Forschungsprojekte von Jugendlichen und unterstützt andere Vereinigungen wie die junge DPG in ihrer Arbeit. An Standorten wie dem DESY Zeuthen stehen weitere Experimente zur Verfügung. Über die Aktivitäten des NTW wird regelmäßig im Newsletter TEILCHENWELTEN berichtet. Um eine standortunabhängige Einarbeitung in wissenschaftliche Experimente zu ermöglichen, können Laien seit 2015 bei Cosmic@Web Messdaten unter anderem von Experimenten auf der Polarstern und der Neumayer-Station III auswerten.